# Grzegorz Ciecierski
Grzegorz Józef Ciecierski (ur. 1945 w Zambrowie) – polski prawnik i urzędnik państwowy, doktor nauk prawnych, w latach 1994–1997 wiceminister sprawiedliwości, w latach 2001–2006 wiceprezes Instytutu Pamięci Narodowej.

## Życiorys
Ukończył studia prawnicze na Uniwersytecie Warszawskim, odbył aplikację sądową w Sądzie Wojewódzkim w Warszawie. W 1995 na Wydziale Prawa i Administracji Uniwersytetu im. Adama Mickiewicza obronił pracę doktorską pt. Udziały a wkłady członkowskie oraz ich waloryzacja w spółdzielniach produkcji rolnej (promotor: Zdzisław Niedbała). W pracy naukowej specjalizował się w prawie spółdzielczym. Od 1973 do 1978 pracował jako radca prawny w Ministerstwie Rolnictwa i Gospodarki Żywnościowej, potem do 1989 zatrudniony w Centralnym Związku Rolniczych Spółdzielni produkcyjnych jako kierownik zespołu prawnego i biura samorządowo-prawnego. Od 1989 do 1991 doradzał ministrowi rolnictwa, następnie rozpoczął pracę w Ministerstwie Finansów. Uzyskał wpis na listę adwokatów i radców prawnych, rozpoczął praktykę w drugim z zawodów.
Od 15 stycznia 1994 do 31 grudnia 1995 pełnił funkcję podsekretarza stanu w Ministerstwie Sprawiedliwości, później od stycznia 1996 pozostawał sekretarzem stanu w tym resorcie. Od 2000 związany z Instytutem Pamięci Narodowej: do 2001 był wiceprzewodniczącym Kolegium IPN, a w latach 2001–2006 z rekomendacji Polskiego Stronnictwa Ludowego sprawował funkcję wiceprezesa tej instytucji.